# Deutzia nanchuanensis
Deutzia nanchuanensis là một loài thực vật có hoa trong họ Tú cầu. Loài này được W.T.Wang mô tả khoa học đầu tiên năm 1983.